# Synegia asymbates
Synegia asymbates là một loài bướm đêm trong họ Geometridae.